# Alfred Mézières
Alfred Jean François Mézières (født 19. november 1826 i Réhon, departementet Meurthe-et-Moselle, død 10. oktober 1915 sammesteds) var en fransk politiker og litterærhistoriker.
Mézières beklædte forskellige lærerposter i retorik og litteraturhistorie, indtil han 1863 blev professor i fremmed litteratur ved Sorbonnen. I 1848 var han kaptajn i generalstaben og adjutant hos general Bréa, der blev snigmyrdet ved juniopstanden; også under den fransk-tyske krig gjorde han tjeneste. I 1874 blev han medlem af Akademiet efter Saint-Marc Girardin. Fra 1881 blev han gentagne gange valgt til Deputeretkamret og øvede ved afgørende spørgsmål ikke ringe indflydelse ved sin sikre og forfatningstro optræden. I litteraturen har han især indlagt sig fortjeneste af Shakespeare-forskningen og ved værdifulde arbejder over Dante og Petrarca. Af hans produktion må fremhæves: Étude sur les œuvres politiques de Paul Paruta (1853), Shakespeare, ses œuvres et ses critiques (1861), Prédécesseurs et contemporains de Shakespeare (1863), Contemporains et successeurs de Shakespeare (1864), Dante et l'Italie nouvelle (1865), Pétrarque (1867, ny udgave 1895), La société française (1869), Récits de l'invasion (1871), Gœthe, les œuvres expliquées par la vie (2 bind, 1872—73, ny udgave 1895), En France, XVIII. et XIX. siècles (1883), Hors de France, Italie, Espagne, Angleterre etc. (1883), Vie de Mirabeau (1891), Morts et vivants (1897), Au temps passé (1906), Silhouettes de soldats (1907), De tout un peu (1909), Pages d'automne (1911), Sous l'ombrelle (1914) og Ultima verba (1914).